# Agaros

Strukturformel. Lägg märke till att den kan upprepas till godtycklig längd.

En agarosgel är en gelémassa bestående av bland annat sockerarten agaros, som är renad ur agar. Agaros i agarosgelen bildar ett nät. Nätkonstruktionen gör att molekyler av olika storlekar vid gelelektrofores passerar med olika hastighet. Ju större och bylsigare molekylen är, desto längre tid tar det för den att passera samma sträcka som en mindre molekyl i samma agarosgel. Den används inom gelfiltrering, men kan även användas för att bestämma en ungefärlig längd på DNA-sekvenser.